# 赫利达
赫利达，是西班牙加泰罗尼亚巴塞罗那省的一个市镇。总面积27平方公里，总人口4571人（2001年），人口密度169人/平方公里。